# Bezique
Bezique er et fransk kortspil, som går ud på at samle forskellige bestemte kombinationer og få point for dem. Det spilles af to deltagere og der bruges to spil kort – dog uden toere, treere, firere, femmere og seksere.
Der spilles med trumf, men det er ikke afgørende at få flest stik. I stedet samles point ved at melde kombinationer såsom:
- 4 esser, 4 konger, 4 damer og 4 knægte
- Sekvens (Es, ti, konge, dame og knægt i trumffarven)
- Bezique (Spar dame og ruder knægt) eller dobbelt bezique
- Ægteskab (konge og dame i samme farve, kongeligt for trumffarven og borgerligt for de øvrige)

Es er højest dernæst tier, konge, dame, knægt etc. 
Når bunken er spillet ned tages alle kort op på hånden og der skal bekendes kulør.
Hvert es og hver tier man får i sine stik giver også point
Pointgivningen er som følger :
- Bezique 40
- Dobbelt Bezique 500
- Sequence 250
- Kongeligt ægteskab 40
- Borgerligt ægteskab 20

- Trumf 7 lagt op 10
- Fire esser 100
- Fire konger 80
- Fire damer 60
- Fire knægte 40

- Stik for trumf 7 10
- Trumf 7 ombyttet 10
- Hver es og ti i stik 10
- Sidste stik 10

Spillet er opkaldt efter kombinationen Bezique.
Der bruges pointtavler
 Der er for få eller ingen kildehenvisninger i denne artikel, hvilket er et problem. Du kan hjælpe ved at angive troværdige kilder til de påstande, som fremføres i artiklen.

| Spil | Spire Denne artikel om spil eller lege er en spire som bør udbygges. Du er velkommen til at hjælpe Wikipedia ved at udvide den. |